# Great Kills Road
Great Kills Road is een Nederlandse speelfilm uit 2009 van Tjebbo Penning.
Het is een op feiten gebaseerd verhaal.

## Verhaal
Great Kills Road vertelt het verhaal van Maas de Boer, vader van een gehandicapte zoon.
Hij onderneemt een vertwijfelde poging de weggelopen moeder te traceren in het grote New York, omdat hij haar een belangrijke mededeling moet doen.

## Rolverdeling
- Maas de Boer - Marcel Faber
- Sarah Crane - Jilian Crane
- Bob Crane - Jess Osuna
- Jared Normad - Kelly Nyks
- Private investigator - Steve Fallis